# Stand Back! Here Comes Charley Musselwhite's Southside Band
Stand Back! Here Comes Charley Musselwhite's Southside Band — дебютний студійний альбом американського блюзового музиканта Чарлі Масселвайта, випущений у 1967 році лейблом Vanguard.

## Опис
Цей альбом на Vanguard став першим записом в якості соліста для майстра гри на губній гармоніці Чарлі Масселвайта (на момент запису альбом йому було 22 роки), хоча до цього він записувався як сесійний музикант з Біг Волтером Гортоном для збірки Chicago/The Blues/Today! Vol. 3, спродюсованої Семюелом Чартерсом. На дебютній платівці Масселвайту акомпанують орієнтовані на рок гітарист Гарві Мендл та клавішник Баррі Голдберг, і блюзова ритм-секція (басист Боб Андерсон та ударник Фред Білоу). Чарлі написав свої власні композиції («Baby Will You Please Help Me», «Strange Land», «39th and Indiana») демонструючи стиль, який потім стане його візитівкою, зокрема його версія «Cristo Redemptor» джазового аранжувальника Дюка Пірсона, яка найбільше асоцієються з Масселвайтом, аніж з трубачем Дональдом Бердом, який первісно записав її на Blue Note.
Разом з першими записами гурту Пола Баттерфілда цей альбом вважається одним з найкращих прикладів блюз-рокової хвилі 1960-х, зокрема її чиказького напрямку. Альбом отримав схвальні відгуки критиків і є одним з найкращих у творчості Масселвайта.

## Список композицій
1. «Baby Will You Please Help Me» (Чарлі Масселвайт) — 3:20
2. «No More Lonely Nights»  — 5:15
3. «Cha Cha the Blues»  — 3:14
4. «Christo Redemptor» (Дюк Пірсон) — 3:14
5. «Help Me» (Каррерас, Фарвер, Ед Ворд) — 3:31
6. «Chicken Shack»  — 4:23
7. «Strange Land» (Чарлі Масселвайт) — 3:20
8. «39th and Indiana»  — 4:13
9. «My Baby»  — 2:43
10. «Early in the Morning»  — 4:32
11. «4 P.M.» (Гарві Мендл) — 3:17
12. «Sad Day» (Баррі Голдберг) — 5:02

## Учасники запису
- Чарлі Масселвайт — вокал, губна гармоніка
- Гарві Мендл — гітара
- Баррі Голдберг — фортепіано, орган
- Боб Андерсон — бас-гітара
- Фред Білоу-молодший — ударні

Технічний персонал
- Семюел Чартерс — продюсер
- Піт Велдінг — текст
- Помпео Позар — фотографія
- Жуль Анфан — дизайн